# إميلي بت ريكاردز
إميلي بت ريكاردز (بالإنجليزية: Emily Bett Rickards)‏ هي ممثلة كندية من مواليد 24 يوليو 1991، معروفة بدور فيلستي سموك في مسلسل السهم على قناة سي دبليو.

## أعمالها
| سنة  | عنوان                                 | دور          | ملاحظات       |
| ---- | ------------------------------------- | ------------ | ------------- |
| 2012 | Random Acts of Romance                | ممثلة        |               |
| 2012 | Bacon and Eggs                        | دايت         | فيلم قصير     |
| 2012 | Flicka: Country Pride                 | ماري مالون   |               |
| 2013 | Romeo Killer: The Chris Porco Story   | لورين فيليبس | فيلم تلفزيوني |
| 2014 | Cowgirls 'N Angels 2: Dakota's Summer | كريستين      |               |
| 2015 | Brooklyn                              | باتي         |               |

| سنة          | عنوان     | دور         | ملاحظات                                          |
| ------------ | --------- | ----------- | ------------------------------------------------ |
| 2012–present | Arrow     | فيلستي سموك | تناوبي (الموسم 1) ممثلة رئيسية (موسم 2 - الحاضر) |
| 2014         | The Flash | فيلستي سموك | حلقتين                                           |

| سنة  | عنوان                      | دور         | ملاحظات               |
| ---- | -------------------------- | ----------- | --------------------- |
| 2013 | Soldiers of the Apocalypse | فورتي       | ممثلة رئيسية، 8 حلقات |
| 2013 | السهم                      | فيلستي سموك | ممثلة رئيسية، 6 حلقات |

## روابط خارجية
- إميلي بت ريكاردز على موقع IMDb (الإنجليزية)
- إميلي بت ريكاردز على موقع ميتاكريتيك (الإنجليزية)
- إميلي بت ريكاردز على موقع روتن توميتوز (الإنجليزية)
- إميلي بت ريكاردز على موقع قاعدة بيانات الأفلام العربية
- إميلي بت ريكاردز على موقع ألو سيني (الفرنسية)
- إميلي بت ريكاردز على موقع ميوزك برينز (الإنجليزية)
- إميلي بت ريكاردز على موقع تيرنر كلاسيك موفيز (الإنجليزية)
- إميلي بت ريكاردز على موقع أول موفي (الإنجليزية)
- إميلي بت ريكاردز على موقع قاعدة بيانات الفيلم (الإنجليزية)
- إميلي بت ريكاردز على موقع كينوبويسك (الروسية)